# Sungha Jung
Pour les articles homonymes, voir Jung.

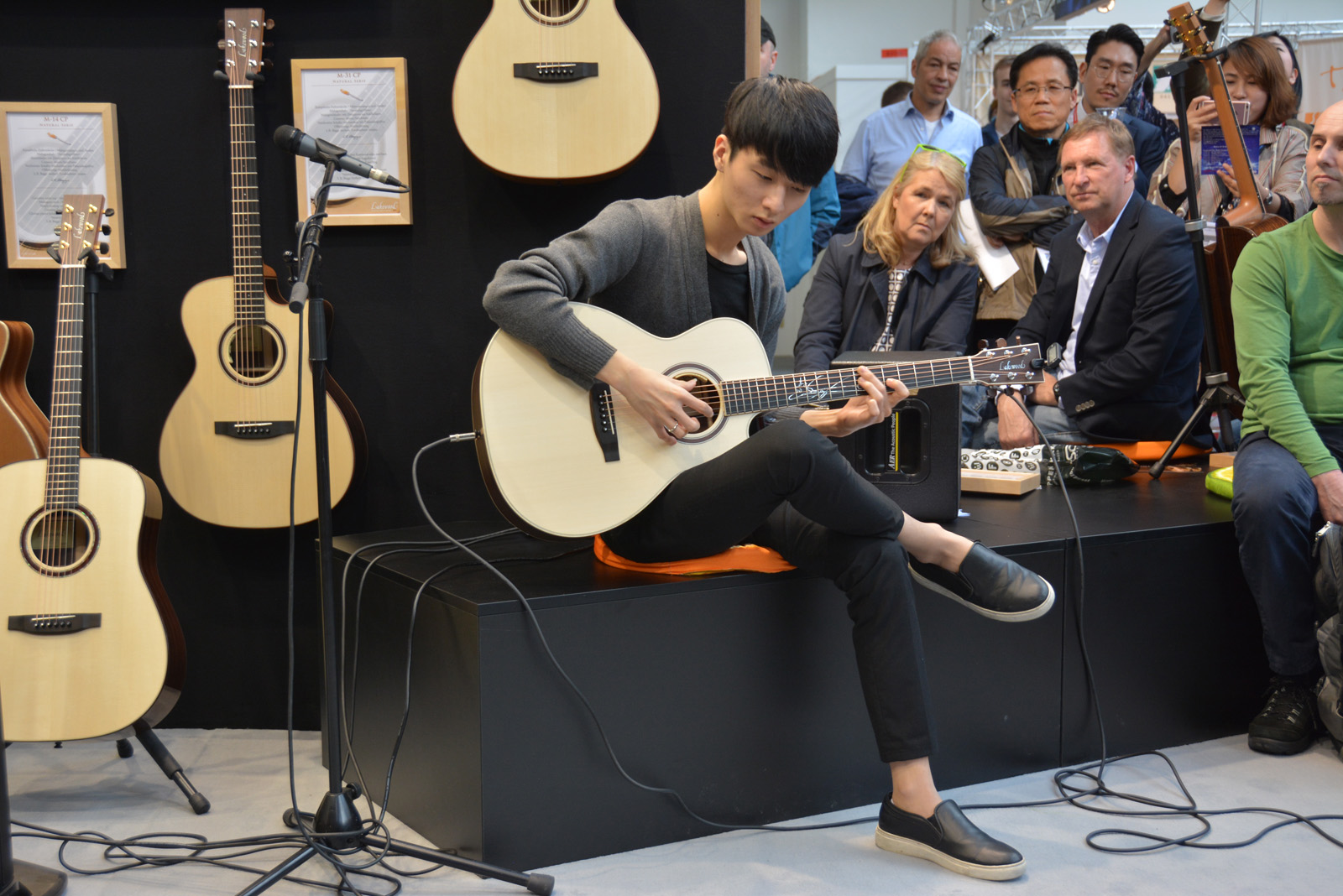
Sungha Jung à la Musikmesse Frankfurt 2016

Sungha Jung est un guitariste sud-coréen né le 2 septembre 1996 à Cheongju en Corée du Sud.

## Biographie
Il s'est fait connaître à l'aide du site web YouTube où ses vidéos ont été vues plus de 1 000 000 000 de fois.
Il reprend des classiques de chanteurs et de groupes internationaux, Michael Jackson, Céline Dion, Sting, Green Day, U2..., des classiques de jeux vidéo, Super Mario, The Legend of Zelda..., de cinéma, Pirates des Caraïbes... et crée même ses propres compositions. Ses albums ont été notamment coproduits par de grands guitaristes fingerstyle comme Ulli Bögershausen.

## Discographie

### Perfect Blue(2010)
1. Hazy Sunshine
2. Billie Jean
3. One Of Us
4. California Dreaming
5. Love Of My Life
6. Fields Of Gold
7. Superstition
8. Perfect Blue
9. More Than Words
10. Livin' On A Prayer
11. A Whiter Shade Of Pale
12. Wake Me Up When September Ends
13. Twist In My Sobriety
14. I Believe I Can Fly

### Irony(2011)
1. For You
2. Irony
3. Been Already a Year
4. Fly Like the Wind
5. Waterfall
6. They Don't Care About Us
7. Fragile
8. The Winner Takes It All
9. Songbird
10. Farewell
11. Tree in the Water
12. Beat It
13. River Flows in You
14. Lonely

### The Duets(2012)
1. Change the World
2. Wayfaring Stranger
3. Obladi Oblada
4. Perfect Blue
5. La Belle Dame Sans Regrets
6. Hazy Sunshine
7. Shape of My Heart
8. Kokomo
9. Irony

### Paint It Acoustic(2013)
1. Felicity
2. The Phantom of the opera
3. Sorry
4. Friends
5. On a Brisk Day
6. I remember You
7. Nostalgia
8. With or Without You (Avec Trace Bundy)
9. Opening-Jinseino Merry Go Round
10. Gravity
11. Hot Chocolate
12. Monster (BIGBANG (groupe))
13. Fanoe (Avec Ulli Bögershausen)
14. Coming Home (Avec Ulli Bögershausen)

### Monologue(2014)
1. First step
2. The Milky Way
3. Sunset in Paris
4. Lost memories
5. Flaming
6. Carrying You ( Tiré du film "Le château dans le ciel" des studios Ghibli )
7. Walking on Sunday
8. Present
9. Sprint
10. Mellow breeze
11. Mosaïc
12. Again

### Two of Me(2015)
1. Prelude/April
2. Riding a Bicycle
3. Backpacking
4. Waiting
5. Carol in Spring
6. Harmonize
7. Stars
8. Fairy Tale
9. Late Autumn
10. Wild and Mild
11. Summer Break
12. Rainy Day

### L'Atelier(2016)
1. On Cloud Nine
2. L'Atelier
3. In the Midnight
4. Siesta
5. Fly Away
6. Catching the Beat
7. Seventh #9
8. Every Now and Then
9. Nocturne
10. Take Five

### Mixtape(2017)
1. Isn't She Lovely
2. Don't Know Why
3. (They Long to Be) Close to You
4. Sunny
5. Tears in Heaven
6. Englishman in New York
7. Fly Me to the moon
8. Lullaby of Birdland
9. Autumn Leaves
10. Antonio's Song